# Junkerhaus (Simonskall)

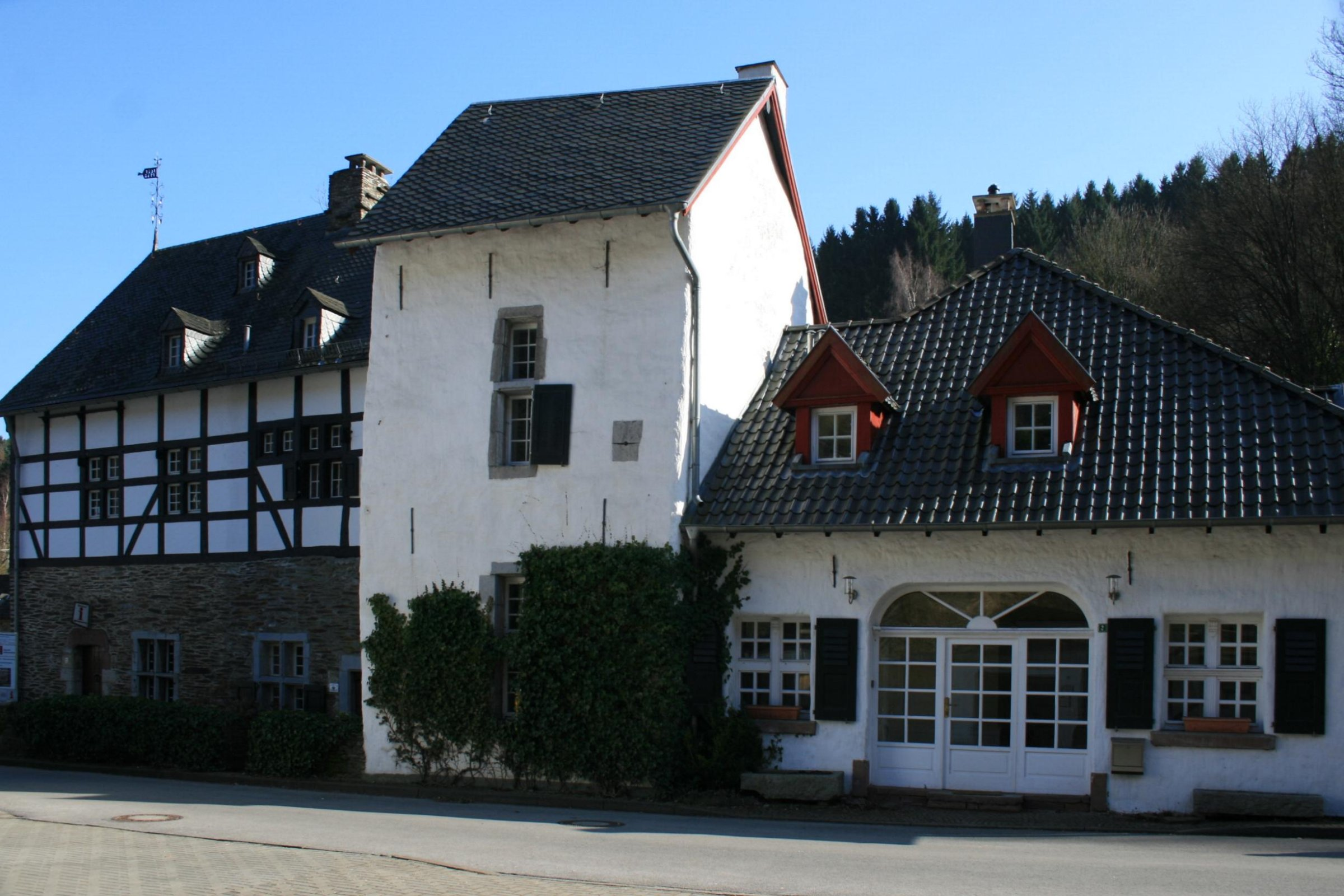
Das Junkerhaus

Das Junkerhaus in Simonskall, Gemeinde Hürtgenwald, steht in der Nordeifel im Kreis Düren.

## Das Gebäude
Das Haus ist ein Teilgebäude eines Gebäudekomplexes, in dem sich auch das Haus des Gastes befindet. Er wurde nach dem letzten Besitzer, der Industriellenfamilie Junker benannt. Seit den 1990er Jahren gehört das Gebäude der Gemeinde Hürtgenwald.
Der gesamte Baukomplex besteht aus einem zweigeschossigen Doppelhaus mit einem massiven Untergeschoss aus Bruchsteinen und einem Obergeschoss aus Fachwerk, welches sich an die Reste eines möglicherweise ehemaligen Wehrturmes aus Bruchstein anschließt.

### Denkmalschutz
Das Gebäude wurde am 14. Juli 1983 unter Nr. 14 in die Liste der Baudenkmäler in Hürtgenwald eingetragen. Der Text der Denkmalbeschreibung lautet:

„Inschriftliche Datierung auf dem Türsturz 1651, renoviert 1773; (1723 laut Peters). Traufenständiges, 2-geschossiges Doppelhaus, UG massiv aus Bruchstein, OG Fachwerk; nordwestlich angeschlossen die Reste möglicherweise eines ehem. Wehrturm aus Bruchstein mit Kreuzstockfenstern und halben Kreuzstockfenstern mit Gewänden aus Sandstein und Blaustein, Reste einer Schießscharte; das Wohnhaus im UG mit Kreuzstockfenstern mit Blausteingewänden; an der Straßenfront rechts und links je ein Eingang, rechts Barock–Pfeiler–Tür mit originalen Nägeln, Blausteingewände, im flachbogigen Sturz die Datierung; links genagelte Tür mit schmiedeeisernem Türklopfer; das Fachwerk des OG weitgehend erneuert; Fenster in alten Proportionen eingesetzt die rückwärtige Traufseite ganz aus Bruchstein; völlig erneuertes Satteldach. Vermutlich Teil der ehemaligen Eisenhüttenanlage.“

## Experiment Kalltalgemeinschaft
Eine der interessantesten Begebenheiten in der Gemeinde Hürtgenwald, sowohl in lokalgeschichtlicher als auch in literatur- und kunsthistorischer Hinsicht, war der Aufenthalt und das Wirken mehrerer junger Kölner Künstler in Simonskall in den Jahren von 1919 bis 1921. Einige von ihnen zählen heute mit zu den bedeutendsten Repräsentanten der konstruktivistischen Stilrichtung in Deutschland, ihre Werke befinden sich in vielen Museen der Welt.
Bei dieser Gruppe, welche sich nach dem gleichnamigen Fluss die Kalltalgemeinschaft nannte, handelte es sich im Kern um den Kunsthistoriker und Publizisten Carl Oskar Jatho, dessen Frau Käthe Jatho-Zimmermann, Schriftstellerin, den Maler und Graphiker Franz Wilhelm Seiwert sowie den Leipziger Maler und Bühnenbildner Franz Nitsche.
Die Künstler, die sich damals zeitweise in Simonskall im Junkerhaus aufhielten, rekrutierten sich vornehmlich aus dem Kreis der späteren Kölner Progressiven, deren künstlerisches Wirken von der Hinwendung zur konstruktivistischen Stiltendenz der 1920er Jahre dominiert war. In Simonskall hielten sich so bekannte Künstlerpersönlichkeiten auf wie Otto Freundlich, Heinrich Hoerle, Angelika Hoerle, Anton Räderscheidt, Marta Hegemann und Ret Marut, alias B. Traven mit Irene Mermet.
Neben der Herstellung von zahlreichen Bildern, Holzschnitten und Skulpturen, die fast alle von Seiwert stammten, beschäftigte sich die Kalltalgemeinschaft während ihres Aufenthaltes in der Eifel mit der Herstellung und Herausgabe von literarischen, z. T. graphisch illustrierten Texten: Insgesamt acht Werke, die unter dem Namen „Kalltalpresse, Druckschriften der Kalltal-Gemeinschaft“ in die Literatur- und Kunstgeschichte der Moderne im Rheinland Eingang gefunden haben. Band 4 – Franz Wilhelm Seiwerts „Welt zum Staunen“ wurde in einer Auflage vom 100 Exemplaren in Simonskall auf einer Handpresse hergestellt.
Der 2004 gegründete Verein „HöhenArt Hürtgenwald e. V.“ widmet sich der Pflege und dem Erhalt von Dokumentationen über die Kalltalgemeinschaft und veranstaltet Kunstausstellungen im Junkerhaus. Als Initiator der lokalen Beschäftigung mit der Kalltalgemeinschaft und dem Junkerhaus gilt Franz Tiedtke (* 1940).